# Teotónio Octávio de Ornelas Bruges
Teotónio Octávio de Ornelas Bruges (Lisboa, 10 de Março de 1861 — Angra do Heroísmo, 2 de Novembro de 1906), 3.º visconde de Bruges, foi um militar e Par do Reino açoriano, filho primogénito do político Jácome de Ornelas Bruges e o último membro da dinastia política do 1.º conde da Praia.

## Biografia
Foi filho primogénito do 2.º conde da Praia e de sua esposa, Maria Inácia Pacheco de Meneses Forjaz Sarmento de Lacerda, irmã do 1.º visconde de Nossa Senhora das Mercês. Optou pela vida militar, tendo chegado ao posto de capitão de infantaria do Exército Português.
Casou a 15 de Novembro de 1888 com a sua prima Palmira Ema da Costa Noronha e por decreto de 9 de Fevereiro de 1889 recebeu o título de 3.º visconde de Bruges, ao qual veio contudo a renunciar por considerar que não tinha as condições económicas para tal, já que a ruína da poderosa casa dos Condes da Praia, iniciada com a filantropia e com os financiamentos à Regência de Angra feitos pelo seu avô Teotónio de Bruges, era então já completa.
Apesar de pouco interessado pelos assuntos políticos, manteve a tradição familiar de ligação à esquerda liberal, sendo membro activo do Partido Progressista em Angra do Heroísmo.
Quando lhe coube ocupar na Câmara dos Pares o lugar que pertencera a seu avô, encarou com pouco entusiasmo a participação política. Prestou juramento na Câmara a 17 de Abril de 1903, mas não se lhe conhece qualquer intervenção de vulto.

## Relações familiares
Foi filho de Jácome de Ornelas Bruges de Ávila Paim da Câmara, 2º Conde da Vila da Praia da Vitória (14 de Dezembro de 1833 -?) e de Maria Inácia Pacheco de Melo Forjaz Sarmento de Lacerda (17 de Junho de 1836 - Lisboa, 29 de Junho de 1882). Casou em 15 de Novembro de 1888 com sua prima, Palmira Ema da Costa Noronha (Angra do Heroísmo 15 de Novembro de 1863), filha de Francisco Ludovino Homem da Costa Noronha (17 de Agosto de 1820 -?) e de Lucinda Cornélia Diniz Ormonde.